# همسر زیبای میلر
همسر زیبای میلر (ایتالیایی: La bella mugnaia) فیلمی به کارگردانی ماریو کامرینی است که در سال ۱۹۵۵ منتشر شد. از بازیگران آن می‌توان به ویتوریو دسیکا، سوفیا لورن، مارچلو ماسترویانی، پائولو استوپا و پیترو توردی اشاره کرد. در ۱۳۳۴ خورشیدی، این فیلم با نام حیف که خیلی حقّه‌ای در ایران اکران شد.